# أندي سميث (كاتب)
أندي سميث (بالإنجليزية: Andy Smith)‏ هو رائد أعمال وشخصية أعمال وكاتب أمريكي، ولد في 9 يناير 1968 في برينستون في الولايات المتحدة.